# Ангерран VI де Куси
Ангерран VI (фр. Enguerrand VI; ок. 1313 — 26 августа 1346) — сеньор де Куси, де Марль, де Ла Фер-д’Уази и де Монмирай с 1335 года, сын Гильома I де Куси и Изабеллы де Шатильон.

## Биография
Ангерран после смерти отца в 1335 году унаследовал часть его владений, включая Куси, Марль, Ла Фер и Монмирай. Достаточно рано он очень хорошо проявил себя в воинском поприще, принимая участие в сражениях Столетней войны. 28 августа 1346 года он в составе французской армии принял участие в битве при Креси против англичан, где бился рядом с королём Франции Филиппом VI, где и погиб, пронзённый стрелами. Ему наследовал малолетний сын Ангерран VII.

## Брак и дети
Жена: с 25 ноября 1338 (Валансьен, контракт) Екатерина Австрийская (9 февраля 1320 — 28 сентября 1349), дочь герцога Австрии Леопольда I и Екатерины Савойской. Дети:
- Ангерран VII Коричневый (ок. 1339 — 18 ноября 1397), сеньор де Куси, де Марль, де Ла Фер-д’Уази, де Креси-Сюр-Сер и де Монмирай с 1346, 1-й граф Бедфорд в 1366—1377, граф Суассона с 1367, главный кравчий Франции и маршал Франции

После гибели мужа Екатерина в феврале 1348 года вышла замуж вторично. Её избранником стал Конрад (ум. 25 сентября 1349), граф фон Хардегг, бургграф Магдебурга.